# ديلا هاردمان
ديلا هاردمان (بالإنجليزية: Della Hardman)‏ هي سيدة أعمال أمريكية، ولدت في 20 مايو 1922 في تشارلستون في الولايات المتحدة، وتوفيت في 2005 في مارثا فينيارد في الولايات المتحدة.